# Чебаково (Ядринський район)
Чеба́ково (рос. Чебаково, чув. Ирçе) — село у Чувашії Російської Федерації, адміністративний центр Чебаковського сільського поселення Ядринського району.
Населення — 722 особи (2010; 816 в 2002, 1157 в 1979, 1581 в 1939, 1579 в 1926 (Перше Чебаково — 804 особи, Друге Чебаково — 775 осіб), 1328 в 1906, 1204 в 1897, 702 в 1858, 342 в 1795). У національному розрізі у селі мешкають чуваші та росіяни.

## Історія
Село було утворено 2 лютого 1965 року шлях об'єднання Першого та Другого Чебаково (у 19 столітті — Мурзакаси та Себікейкін). До 1866 року селяни мали статус державних, займались землеробством, тваринництвом, слюсарством, бондарством, виробництвом коліс, взуття та одягу. Діяв храм Різдва Христового (1913–1935). 1 березня 1891 року відкрито школу грамоти. 1930 року створено колгосп «Сура». До 1927 року села входили до складу Ядринської та Малокарачкінської волостей Ядринського повіту. Після переходу 1927 року на райони — у складі Ядринського району.

## Господарство
У селі діють школа, офіс лікаря загальної практики, клуб, бібліотека, пошта, музей, спортивний майданчик, 3 магазини, кафе.